# RWBY
RWBY (pronunciato Ruby) è una webserie statunitense in computer grafica 3D, creata e diretta da Monty Oum dello studio d'animazione Rooster Teeth Productions. Gli episodi vengono pubblicati ogni giovedì sul sito ufficiale della Rooster Teeth, in simultanea con Crunchyroll, e su YouTube una settimana dopo. Il primo episodio ha debuttato il 5 luglio 2013 al RTX 2013 ed è stato pubblicato sul sito di Rooster Teeth il 18 luglio 2013.

## Produzione

### Sviluppo
RWBY è un progetto che Oum aveva intenzione di realizzare già da lungo tempo. Verso il termine della decima stagione di Red vs. Blue, sviluppò il sistema di nomenclatura in base ai colori e il design dei personaggi, e il creatore di RvB Burnie Burns rispose, alla sua domanda se potessero realizzare RWBY, "Se porti a termine la decima stagione, puoi fare quello che vuoi". La produzione di RWBY iniziò subito dopo la conclusione della stagione 10.
Oum disegnò i personaggi con l'assistenza dell'artista Eileen "Einlee" Chang. Essi sono basati sui personaggi delle fiabe classiche, e l'unione della prima lettera dei nomi delle quattro protagoniste va a formare il titolo dello show. La serie è scritta da Oum, Miles Luna e Kerry Shawcross, tutti appartenenti alla Rooster Teeth. Oum era inizialmente preoccupato perché la storia, incentrata su personaggi femminili, sarebbe stata sviluppata da uno staff prettamente maschile, ma ha dichiarato di essere riusciti lo stesso a sviluppare bene i caratteri delle protagoniste. La serie è animata dal team interno della Rooster Teeth utilizzando il Poser Software della Smith Micro Software. Le musiche sono composte da Jeff Williams, che ha lavorato anche sulle stagioni 8-10 di Red vs. Blue, e sono cantate da sua figlia, Casey Lee Williams.

### Promozione
Una serie di quattro trailer promozionali, uno per ogni protagonista, furono pubblicati prima della première della serie, prodotti da Monty Oum e dal suo assistente Shane Newville. Ogni trailer comincia svelando la protagonista e mostrando alcune sequenze di combattimento molto dettagliate. Il trailer Red fu mostrato dopo i crediti dell'ultimo episodio di Red vs. Blue il 5 novembre 2012. Il trailer White uscì a febbraio 2013, mentre quello Black al PAX East alla fine di maggio, e fu il primo a contenere dialoghi. Dopo la sua diffusione, Oum notò con rammarico che i primi due trailer erano molto più brevi e contenevano pochissimo sviluppo del personaggio. Il trailer Yellow fu mostrato all'A-Kon il 1º giugno 2013. Le musiche dei trailer vengono vendute online da molti distributori.

## Trama
La storia si svolge su Remnant, in un mondo popolato da mostri e forze soprannaturali, in passato dominato dagli oscuri Grimm, che furono cacciati grazie all'utilizzo della Polvere, una sostanza che ha il potere di conferire magia alle cose. La serie si concentra su quattro ragazze, ognuna con la propria arma unica e annessi poteri e "singolarità" (un potere unico che possiedono alcuni personaggi), che frequentano la Beacon Academy di Vale, dove vengono riunite in una squadra e addestrate per diventare Cacciatrici, cioè specialiste nell'eliminare le creature oscure. In questo viaggio si affiancano ad altre squadre della stessa accademia, e altre figure, amiche e nemiche, esterne ad essa.
Le vicende, per le prime due serie, si svolgono tra attacchi di Grimm e della "Zanna bianca" (un gruppo di Fauni rivoluzionari) che però è sotto il comando di Cinder Fall e Roman Torchwick, che mirano a colpire l'accademia e tutti i Cacciatori.
Nella terza stagione verrà organizzato un torneo tra le quattro scuole dei quattro regni di Remnant, al termine del quale un Cacciatore o una Cacciatrice diventerà il campione. Durante questo torneo la scuola viene attaccata e distrutta, e le protagoniste vengono divise dal destino. La quarta stagione narra le vicende delle quattro ragazze, sparse per tutti e quattro i regni.

## Personaggi
Come dichiarato dal creatore Monty Oum, il nome di ognuna delle protagoniste può essere ricollegato a un colore, e i nomi degli altri personaggi sono riconducibili a persone e oggetti reali o di fantasia. Esistono anche altre squadre, oltre a quella delle protagoniste, il cui acronimo dei nomi genera una parola che è anche un colore.

### Team RWBY
Il team RWBY presenta come tema di base le eroine delle favole.
Ruby Rose
Leader del team RWBY (pronunciato "ruby", come il suo nome) e sorella di Yang (condividono lo stesso padre, Taiyang Xiao Long) è una ragazza dai capelli rossi e dalla personalità allegra che brandisce un fucile da cecchino/falce, chiamato Crescent Rose. Suo zio, Qrow (pronunciato Crow, corvo), è un istruttore della Signal Academy e le ha insegnato come combattere, essendo egli stesso un maestro nell'uso della falce in generale e di Crescent Rose in particolare. La sua singolarità le permette di spostarsi ad altissime velocità, anche in volo. Non è ancora in grado di controllare appieno i suoi poteri e quando deve portare carichi pari o superiori al suo peso può usare la singolarità per poco tempo. È ispirata a Cappuccetto Rosso e il suo nome è un riferimento a ruby, rubino in inglese.
Doppiata da Lindsay Elise Tuggey.
Weiss Schnee
È una ragazza dai capelli bianchi e dal carattere freddo, la cui arma è il Myrtenaster, un fioretto che canalizza l'energia della Polvere, permettendole di attaccare a distanza. Weiss ha dimostrato di prediligere il ghiaccio durante i combattimenti: è in grado di crearne in grande quantità, sufficiente a creare armi o semplicemente per immobilizzare gruppi di nemici. Può inoltre creare a piacimento, tramite la sua singolarità, delle piattaforme, ognuna delle quali sortisce un effetto diverso, a seconda del colore (per esempio, quelle nere immobilizzano gli oggetti, quelle azzurre ne aumentano la velocità e via discorrendo). Può crearle su ogni superficie e anche a mezz'aria, consentendole di controllare il campo di battaglia. Una peculiarità interessante della sua singolarità è l'ereditarietà della stessa (infatti la possiede anche sua sorella Winter). Weiss è la figlia ed erede del proprietario della Schnee Dust Company, la più grande azienda coinvolta nel commercio della Polvere estratta dalle miniere. La sua famiglia e l'azienda sono state prese di mira, in passato, dalla Zanna Bianca, un gruppo estremista di Faunus; questo ha provocato in Weiss odio e sfiducia nei confronti di questa razza, il che provocherà attriti con Blake. È ispirata a Biancaneve: in tedesco, infatti, "Weiss" significa bianco e "Schnee" neve.
Doppiata da Kara Eberle.
Blake Belladonna
È una ragazza dai capelli neri che usa un'arma nota come Gambol Shroud, una spada con la guaina affilata e con una pistola nell'elsa; l'arma è collegata a un lungo nastro che permette a Blake di utilizzare il tutto come una kusarigama. La sua singolarità consiste nel produrre copie vuote di sé, così da attirare su di esse l'attenzione dell'avversario. Inoltre grazie alla polvere è in grado di conferire alle copie poteri particolari, quali congelamento, persistenza e molti altri. Imperturbabile e distaccata, ama leggere. Blake è una Faunus, una razza di umani con tratti animali; grazie a questa caratteristica possiede grande agilità e può effettuare scatti molto rapidi. La sua natura però ha anche fatto sì che fosse perseguitata in passato, e per questo è un ex-membro del gruppo estremista Zanna Bianca. Per anni ha tenuto segreta la sua identità nascondendo le orecchie da gatto che ha in testa con un fiocco nero. Il suo nome, "Blake", in antico inglese significa nero. È ispirata a Belle de La bella e la bestia, come si evince dal cognome e dal fatto che nel trailer a lei dedicato si accompagna ad Adam, che è il nome della Bestia del racconto nell'adattamento Disney.
Doppiata da Arryn Zech.
Yang Xiao Long
È una ragazza dai capelli biondi ed è la sorellastra maggiore di Ruby da parte del padre, dal carattere vivace e spiritoso. È armata con due guantoni gemelli che incorporano un fucile, chiamati Ember Celica, oltre ad avere una singolarità che le permette di accumulare l'energia degli attacchi subiti per poi usarla per contro attaccare. mentre tale abilità è attiva, i capelli di Yang brillano e i suoi occhi cambiano colore, passando da viola a rosso. Tuttavia la sua singolarità le consente di incassare i colpi solo fino a quando rimane cosciente; attacchi dai quali non è in grado di difendersi con la propria aura possono metterla in serio pericolo. Fortunatamente la sua aura si è dimostrata forte a sufficienza da salvarla da impatti abbastanza forti da distruggere piloni in cemento armato o da cadute da grandi altezze. È ispirata a Riccioli d'oro e il suo nome, Yang (陽), in cinese significa sole o luce.
Doppiata da Barbara Dunkelman.

### Team JNPR
Il tema che accomuna il team JNPR riguarda degli eroi ed eroine che nella storia e mitologia hanno dovuto passare per membri del sesso opposto.
Jaune Arc
È un compagno di classe di Ruby, che usa una spada e uno scudo appartenuti al suo bis-bisnonno, ed è il leader della squadra JNPR (pronunciato "juniper"). Lo scudo serve anche come fodero per la spada. In realtà Jaune, che è buono ma molto imbranato, è entrato alla Beacon usando false credenziali, e non ha mai frequentato una scuola di combattimento come gli altri studenti (caratteristica in comune con Blake, che però ha passato onestamente i test di ammisione alla Beacon). Inizialmente infatti non è nemmeno in grado di utilizzare l'aura. Nonostante ciò, in molte occasioni ha dimostrato di possederne una grande quantità. Il suo nome deriva da Giovanna d'Arco,  la quale durante la guerra dei cent'anni, si era tagliata i capelli per essere più simile a un uomo e andare quindi incontro ai commilitoni, purché a disagio nell'avere una donna tra le loro file. "Jaune" significa giallo in francese.
Doppiato da Miles Luna.
Nora Valkyrie
Una studentessa della Beacon, amica di Ren da lungo tempo, dal carattere solare e giocoso e membro della squadra JNPR. Utilizza un lanciagranate, Magnhild, capace di mutare in un grosso martello chiamato Amethyst Thunder. La sua singolarità consiste nel poter assorbire, incanalare e produrre elettricità. Normalmente si limita ad incanalare elettricità lungo i muscoli, aumentando così la sua forza, ma quando viene colpita da attacchi elettrici la sua forza fisica aumenta a dismisura. Ispirata a Thor, il quale nella mitologia nordica si travestì per infiltrarsi nella fortezza degli Jotunn assumendo l'aspetto di Freija.
Doppiata da Samantha Ireland.
Pyrrha Nikos
Una studentessa della Beacon, membro della squadra JNPR, che usa un fucile/giavellotto/spada chiamato Miló, combinato insieme e uno scudo chiamato Akoúo. Prima di frequentare la Beacon, si è diplomata con il massimo dei voti alla Sanctum Academy, e detiene il record di vittorie al campionato regionale per l'utilizzo della magia; viene infatti considerata la più forte tra gli studenti di quell'anno. Alla Beacon, diventerà una grande amica di Jaune. Ha la singolarità della "polarità", che le permette di controllare gli oggetti di metallo. Utilizza questa abilità di nascosto durante i tornei, creando un campo magnetico tra il suo scudo ed eventuali armi, dando l'illusione di essere quasi intoccabile. Ispirata ad Achille, il quale nelle sue avventure si travestì da ragazza con i capelli rossi assumendo il nome di Phyrra.
Doppiata da Jen Brown.
Ren Lie
Uno studente della Beacon, amico di Nora da lungo tempo e membro della squadra JNPR. La sua arma sono due pistole mitragliatrici con attaccata, alla fine della canna, una lama. È molto abile nelle arti marziali e possiede un'ottima agilità, tuttavia non eccelle per resistenza. Ispirato al personaggio di Mulan, la quale prese il posto dell'anziano padre nell'esercito dell'imperatore.
Doppiato da Monty Oum.

### Team CRDL
Cardin Winchester
Uno studente della Beacon e il leader del Team CRDL (pronunciato "cardinal"). In battaglia indossa un'armatura ed utilizza una grande mazza chiodata. All'interno dell'accademia, Cardin ha la fama di essere un bullo che passa il tempo a dare fastidio ai vari studenti di Beacon, tra cui Jaune e Velvet. Allude a Henry Beaufort, vescovo (in inglese bishop) di Winchester e cardinale inglese che fece parte del tribunale ecclesiastico che condannò Giovanna d'Arco al rogo; quest'allusione influenza il suo nome e la sua arma (Black Bishop), oltre che il suo comportamento nei confronti di Jaune.
Doppiato da Adam Ellis.
Russel Thrush
Uno studente della Beacon dai capelli verdi in stile moicano e membro della squadra CRDL. A differenza degli altri membri del suo team, Russel non indossa un'armatura. Combatte con due coltelli che canalizzano l'energia della Polvere, proprio come Weiss, solo che non si è ancora visto usare la Polvere delle sue armi.
Doppiato da Shane Newville.
Dove Bronzewing
Uno studente della Beacon dai capelli castani e membro della squadra CRDL. Combatte con una spada con incorporata una pistola a tre colpi.
Lark Sky
Uno studente della Beacon dai capelli blu e membro della squadra CRDL. Combatte con un'alabarda che sembra avere incorporato un fucile, nonostante non si sia ancora visto utilizzarlo.

### Team CFVY
Coco Adele
Una studentessa della Beacon e la leader del Team CVFY (pronunciato "coffè"), che, a differenza dei precedenti gruppi, è composto da studenti di anni superiori. La sua arma è una valigia che, oltre a poter essere usata come arma contundente, si può trasformare in un minigun in grado di polverizzare in pochi istanti interi gruppi di Grimm.
Doppiata da Ashley Jenkins.
Fox Alistair
Uno studente della Beacon e membro del Team CFVY. È un ragazzo dalla pelle scura e abbronzata, dalle braccia ricoperte di cicatrici e dagli occhi completamente bianchi, privi di pupilla. Le sue armi sono un paio di bracciali dotati di lunghe lame ricurve incorporate con delle pistole.
Velvet Scarlatina
Una studentessa della Beacon con delle lunghe orecchie da coniglio, e quindi fa parte dei Faunus, una razza di umani con tratti animali. Durante le prime due stagioni la si vede sempre intenta a fare foto ai combattenti con una macchina fotografica, che si rivela essere un congegno in grado di creare una "realtà aumentata" di tutte le armi che ha fotografato ed osservato. Velvet può usare a piacimento le armi del team RWBY e JNPR, oltre che la mitragliatrice di Coco e le lame indipendenti di Penny.
Doppiata da Caiti Ward.
Yatsuhashi Daichi
Uno studente della Beacon e membro del Team CFVY. Il suo stile rimanda a quello degli antichi samurai, nonostante in battaglia utilizzi un lungo e pesante spadone che, a differenza di tutte le altre armi della serie, sembra mancare di una funzione secondaria. Tuttavia, Yatsuhashi riesce ad utilizzarlo con estrema maestria, riuscendo a spazzare via un gruppo di Grimm con un singolo fendente.

### Team SSSN
Sun Wukong
Uno studente della Haven e il leader del Team SSSN (pronunciato "sun"), anch'esso composto da studenti di anni superiori. Sun è un Faunus del Regno di Vacuo trapiantato a Mistral, riconoscibile dalla lunga coda di scimmia prensile dal pelo biondo, come i suoi capelli. Durante la serie, sviluppa un legame speciale con Blake, anch'ella una Faunus. Come arma utilizza quattro fucili accoppiati con delle catene, Ruyi Bang e Jingu Bang, che il ragazzo utilizza all'occorrenza come nunchaku, o riunisce per formare un bastone. La sua singolarità consiste nel creare dei cloni in grado di muoversi ed esplodere a contatto del nemico.  Si ispira all'omonimo personaggio letterario protagonista del romanzo Il viaggio in Occidente, descritto come un guerriero dall'aspetto di scimmia.
Doppiato da Michael Jones.
Scarlet David
Studente della Haven e membro del Team SSSN, riconoscibile dal folto ciuffo scarlatto che gli copre l'occhio destro. Sebbene il suo aspetto ricordi molto quello di un pirata, in realtà è basato su Peter Pan in Red; è molto attento ai particolari. Combatte con una sciabola e con una pistola con un rampino. Nella sua creazione, Monty Oum ha affermato di essersi ispirato a G-DRAGON, leader della boy band sudcoreana dei Big Bang.
Sage Ayana
Studente della Haven e membro del Team SSSN. È un ragazzo dalla pelle scura e dai capelli verde scuro. Combatte con una grande spada, che per adesso non sembra possedere una seconda funzione.
Neptune Vasilias
Studente della Haven e membro del Team SSSN. È un ragazzo dai capelli azzurri, contornati da un paio di occhiali con lenti gialle, e dalla pelle leggermente scura. La sua arma è un fucile in grado di sparare scariche elettriche, in grado di trasformarsi in una lunga naginata. La lama della naginata si può dividere ulteriormente, trasformando l'arma in un tridente. Possiede una personalità da Dongiovanni, a volte risultante fuori luogo. Ha però attirato le attenzioni di Weiss, la quale si altera per i suoi flirt. È terrorizzato dall'acqua. Nella sua creazione, Monty Oum ha affermato di essersi ispirato a T.O.P., membro della boy band sudcoreana dei Big Bang.
Doppiato da Kerry Shawcross

### Altri
Professor Ozpin
Preside della Beacon Academy, oltre che un famoso cacciatore, Il suo nome è un riferimento al Mago di Oz, personaggio de Il meraviglioso mago di Oz. La sua arma è un bastone da passeggio che possiede numerose funzionalità secondarie, tra cui quella di creare uno scudo d'energia.
Doppiato da Shannon McCormick.
Glynda Goodwitch
Una cacciatrice e professoressa della Beacon Academy. La sua arma è una frustino in grado di compiere magie grazie alla Polvere. Il suo nome è un riferimento a Glinda de Il meraviglioso mago di Oz.
Doppiata da Kathleen Zuelch.
Peter Port
Un cacciatore esperto e professore della Beacon Academy. La sua arma è un fucile avente una Labrys nel calcio.
Doppiato da Ryan Haywood.
Dr. Bartholomew Oobleck
Un professore della Beacon Academy. Beve costantemente caffè e si muove, e parla, a velocità sorprendenti. La sua arma è una mazza/lanciafiamme che si porta dietro usandola come termos per il caffè.
Doppiato da Joel Heyman.
Adam Taurus
Un Faunus (riconoscibile dalle spesse corna sulla sua testa) dai capelli rossi che fa squadra con Blake nel trailer a lei dedicato. Sembra essere il suo maestro, anche se la ragazza arriva a definirlo un "mostro". Alla fine, si scopre che è un alleato di Cinder e membro dei White Fang. Le sue armi sono una spada e una pistola chiamate, rispettivamente, Wilt e Blush. Blush serve anche come fodero di Wilt e può lanciare Wilt ad alta velocità, usando Blush come canna.
Doppiato da Garrett Hunter.
Roman Torchwick
Un criminale affrontato da Ruby nel primo episodio. La sua arma è un bastone che si può sdoppiare diventando un'arma da fuoco e un rampino, ora è a capo della Zanna bianca nonostante non sia un Faunus.
Doppiato da Gray G. Haddock.
Cinder Fall
la collaboratrice-capo di Roman, ed colei che ha elaborato il piano di attacco alla Beacon. È una maga che usa soprattutto un potere legato al fuoco.
è ispirata al personaggio di Cenerentola, da piccola viene adottata da una donna con due figlie gemelle con l'unico scopo di fare da cameriera nell'albergo che gestisce lei venendo anche punita fisicamente alle volte, tra gli ospiti ricorrenti c'è però un cacciatore che le insegnerà a combattere, ma la notte prima della maggiore età che gli avrebbe permesso di andarsene le gemelle la vedono con una spada che l'uomo aveva dato a Cinder alla sua ultima visita e fanno la spia alla madre che cercando di punirla ancora una volta sarà uccisa assieme alle figlie da Cinder, nel mentre il Cacciatore assiste all'omicidio e cerca di fermare la ragazza venendo ucciso anche lui
Doppiata da Jessica Nigri
Mercury Black
Un ragazzo alto, dai capelli grigi. Sottoposto di Cinder assieme alla partner Emerald, infiltrato alla Beacon per scopi sconosciuti. Ha dimostrato di poter duellare alla pari con Phyrra Nikos (la quale poco prima aveva battuto il team CRDL al completo). Combatte utilizzando due stivali con un funzionamento analogo ai bracciali Ember Celica di Yang. Gli stivali di Mercury sono in grado di creare proiettili di aria compressa che, tra le altre cose, può usare per spostarsi o per darsi la spinta verso l'alto durante una caduta libera.
Doppiato da Yuri Lowenthal.
Emerald Sustrai
Partner di Mercury, anch'essa infiltrata alla Beacon. Possiede un'ottima velocità, utilizzando uno stile di combattimento simile a quello di Blake. La sua singolarità le consente di manipolare la percezione sensoriale delle altre persone. In altre parole, può fare vedere o sentire cose che non esistono alla vittima. In ogni caso, l'uso prolungato dei suoi poteri può provocarle stanchezza e mal di testa.
Doppiata da Katie Newville.
Hei Xiong ("Junior")
Il gestore di un club che sembra avere qualche sorta di connessione con Torchwick. La sua arma è un bazooka che all'occorrenza può trasformarsi in una mazza per il combattimento ravvicinato.
Doppiato da Jack Pattillo.
Melanie e Miltiades "Miltia" Malachite
Due sorelle gemelle che lavorano per Junior nel suo club. In battaglia, Melanie usa delle lame attaccate alle caviglie, mentre Miltia utilizza delle lame attaccate ai polsi che mimano degli artigli.
Doppiate da Margaret Tominey.

## Episodi
La prima metà della prima stagione (il Volume Uno) comprende 16 episodi di varia durata, con il primo, l'ultimo e l'episodio di mezzo della lunghezza di 11 minuti, e gli altri di 5 minuti. Il Volume Uno è andato in onda fino alla prima settimana di novembre e poi è stato pubblicato in DVD. Gli episodi sono pubblicati alle 7 di sera (ora americana) sul sito di Rooster Teeth (due ore prima per gli sponsor) e una settimana dopo su YouTube.
La morte di Monty Oum, avvenuta il 1º febbraio 2015, rese il futuro della serie incerto, fino a quando Gray G. Haddock (il doppiatore di Roman Torchwick) ne annunciò il proseguimento nel suo anno di decesso del creatore con il Volume 3.
Il primo volume è stato pubblicato da settembre 2013:
| nº | Titolo originale                  | Data di pubblicazione |
| -- | --------------------------------- | --------------------- |
| 1  | Ruby Rose                         | 18 luglio 2013        |
| 2  | The Shining Beacon (Part 1)       | 25 luglio 2013        |
| 3  | The Shining Beacon (Part 2)       | 1º agosto 2013        |
| 4  | The First Step (Part 1)           | 8 agosto 2013         |
| 5  | The First Step (Part 2)           | 15 agosto 2013        |
| 6  | The Emerald Forest (Part 1)       | 22 agosto 2013        |
| 7  | The Emerald Forest (Part 2)       | 29 agosto 2013        |
| 8  | Players and Pieces                | 5 settembre 2013      |
| 9  | The Badge and The Burden (Part 1) | 12 settembre 2013     |
| 10 | The Badge and The Burden (Part 2) | 19 settembre 2013     |
| 11 | Jaunedice (Part 1)                | 26 settembre 2013     |
| 12 | Jaunedice (Part 2)                | 3 ottobre 2013        |
| 13 | Forever Fall (Part 1)             | 10 ottobre 2013       |
| 14 | Forever Fall (Part 2)             | 17 ottobre 2013       |
| 15 | The Stray                         | 31 ottobre 2013       |
| 16 | Black and White                   | 7 novembre 2013       |

Il secondo volume è stato pubblicato da luglio 2014:
| nº | Titolo originale              | Data di pubblicazione |
| -- | ----------------------------- | --------------------- |
| 1  | Best Day Ever                 | 24 luglio 2014        |
| 2  | Welcome to Beacon             | 31 luglio 2014        |
| 3  | A Minor Hiccup                | 1º agosto 2014        |
| 4  | Painting the Town...          | 14 agosto 2014        |
|    | World of Remnant - Dust       | 21 agosto 2014        |
| 5  | Extracurricular               | 28 agosto 2014        |
| 6  | Burning the Candle            | 4 settembre 2014      |
| 7  | Dance Dance Infiltration      | 11 settembre 2014     |
|    | World of Remnant 2 - Kingdoms | 18 settembre 2014     |
| 8  | Field Trip                    | 25 settembre 2014     |
| 9  | Search and Destroy            | 2 ottobre 2014        |
| 10 | Mountain Glenn                | 9 ottobre 2014        |
|    | World of Remnant 3 - Grimm    | 16 ottobre 2014       |
| 11 | No Brakes                     | 23 ottobre 2014       |
| 12 | Breach                        | 30 ottobre 2014       |

Il terzo volume è stato pubblicato da ottobre 2015:
| nº | Titolo originale                                    | Data di pubblicazione |
|    | World of Remnant 1                                  | 8 ottobre 2015        |
| 1  | Round One                                           | 25 ottobre 2015       |
| 2  | New Challengers...                                  | 1 novembre 2015       |
| 3  | It's Brawl in the Family                            | 15 novembre 2015      |
|    | World of Remnant: Huntsman                          | 22 novembre 2015      |
| 4  | Lessons Learned                                     | 29 novembre 2015      |
| 5  | Never Miss a Beat                                   | 6 dicembre 2015       |
| 6  | Fall                                                | 13 dicembre 2015      |
|    | World of Remnant: Cross Continental Transmit System | 20 dicembre 2015      |
| 7  | Beginning of the End                                | 3 gennaio 2016        |
| 8  | Destiny                                             | 10 gennaio 2016       |
| 9  | PvP                                                 | 17 gennaio 2016       |
|    | World of Remnant: The Four Maidens                  | 24 gennaio 2016       |
| 10 | Battle of Beacon                                    | 31 gennaio 2016       |
| 11 | Heroes and Monsters                                 | 7 febbraio 2016       |
| 12 | End of the Beginning                                | 14 febbraio 2016      |

Gli episodi del 21 agosto 2014, del 18 settembre 2014, del 16 ottobre 2014, dell'8 ottobre 2015, del 22 novembre 2015, del 20 dicembre 2015 e del 24 gennaio sono puntate di approfondimento sul mondo in cui si svolge il cartone.
Il quarto volume è stato pubblicato da ottobre 2016:
| nº | Titolo originale                  | Data di pubblicazione |
|    | Volume 4 Character Short          | 3 ottobre 2016        |
| 1  | The Next Step                     | 22 ottobre 2016       |
| 2  | Remembrance                       | 29 ottobre 2016       |
| 3  | Of Runaways and Stowaways         | 5 novembre 2016       |
| 4  | Family                            | 19 novembre 2016      |
| 5  | Menagerie                         | 3 dicembre 2016       |
| 6  | Tipping Point                     | 10 dicembre 2016      |
| 7  | Punished                          | 24 dicembre 2016      |
| 8  | A Much Needed Talk                | 31 dicembre 2016      |
| 9  | Two Steps Forward, Two Steps Back | 7 gennaio 2017        |
| 10 | Kuroyuri                          | 21 gennaio 2017       |
| 11 | Taking Control                    | 28 gennaio 2017       |
| 12 | No Safe Haven                     | 4 febbraio 2017       |

Gli episodi "World of Remnant" sono stati sostituiti dai "Character Short", puntate di approfondimento sui personaggi del cartone.
Il quinto volume è stato pubblicato da ottobre 2017:
| nº | Titolo originale               | Data di pubblicazione |
|    | Volume 5 Weiss Character Short | 17 luglio 2017        |
|    | Volume 5 Blake Character Short | 4 settembre 2017      |
|    | Volume 5 Yang Character Short  | 14 ottobre 2017       |
| 1  | Welcome to Haven               | 14 ottobre 2017       |
| 2  | Dread in the Air               | 21 ottobre 2017       |
| 3  | Unforeseen Complications       | 28 ottobre 2017       |
| 4  | Lighting the Fire              | 4 novembre 2017       |
| 5  | Necessary Sacrifice            | 11 novembre 2017      |
| 6  | Known by its Song              | 18 novembre 2017      |
| 7  | Rest and Resolutions           | 25 novembre 2017      |
| 8  | Alone Together                 | 2 dicembre 2017       |
| 9  | A Perfect Storm                | 9 dicembre 2017       |
| 10 | True Colors                    | 16 dicembre 2017      |
| 11 | The More the Merrier           | 30 dicembre 2017      |
| 12 | Vault of the Spring Maiden     | 6 gennaio 2018        |
| 13 | Downfall                       | 13 gennaio 2018       |
| 14 | Haven's Fate                   | 20 gennaio 2018       |

Il sesto volume è stato pubblicato da ottobre 2018:
| nº | Titolo originale               | Data di pubblicazione |
|    | Volume 6: Adam Character Short | 27 agosto 2018        |
| 1  | Argus Limited                  | 27 ottobre 2018       |
| 2  | Uncovered                      | 3 novembre 2018       |
| 3  | The Lost Fable                 | 10 novembre 2018      |
| 4  | So That's How It Is            | 17 novembre 2018      |
| 5  | The Coming Storm               | 24 novembre 2018      |
| 6  | Alone in the Woods             | 1 dicembre 2018       |
| 7  | The Grimm Reaper               | 8 dicembre 2018       |
| 8  | Dead End                       | 15 dicembre 2018      |
| 9  | Lost                           | 29 dicembre 2018      |
| 10 | Stealing from the Elderly      | 5 gennaio 2019        |
| 11 | The Lady in the Shoe           | 12 gennaio 2019       |
| 12 | Seeing Red                     | 19 gennaio 2019       |
| 13 | Our Way                        | 26 gennaio 2019       |

Il settimo volume è stato pubblicato da novembre 2019:
| nº | Titolo originale        | Data di pubblicazione |
| 1  | The Greatest Kingdom    | 2 novembre 2019       |
| 2  | A New Approach          | 9 novembre 2019       |
| 3  | Ace Operatives          | 16 novembre 2019      |
| 4  | Pomp and Circumstance   | 23 novembre 2019      |
| 5  | Sparks                  | 30 novembre 2019      |
| 6  | A Night Off             | 7 dicembre 2019       |
| 7  | Worst Case Scenario     | 14 dicembre 2019      |
| 8  | Cordially Invited       | 21 dicembre 2019      |
| 9  | As Above, So Below      | 4 gennaio 2020        |
| 10 | Out in the Open         | 11 gennaio 2020       |
| 11 | Gravity                 | 18 gennaio 2020       |
| 12 | With Friends Like These | 25 gennaio 2020       |
| 13 | The Enemy of Trust      | 1 febbraio 2020       |

L'ottavo volume è stato pubblicato da novembre 2020:
| nº | Titolo originale | Data di pubblicazione |
| 1  | Divide           | 7 novembre 2020       |
| 2  | Refuge           | 14 novembre 2020      |
| 3  | Strings          | 21 novembre 2020      |
| 4  | Fault            | 28 novembre 2020      |
| 5  | Amity            | 5 dicembre 2020       |
| 6  | Midnight         | 12 dicembre 2020      |
| 7  | War              | 19 dicembre 2020      |
| 8  | Dark             | 6 febbraio 2021       |
| 9  | Witch            | 13 febbraio 2021      |
| 10 | Ultimatum        | 27 febbraio 2021      |
| 11 | Risk             | 6 marzo 2021          |
| 12 | Creation         | 13 marzo 2021         |
| 13 | Worthy           | 20 marzo 2021         |
| 14 | The Final Word   | 27 marzo 2021         |

Il nono volume sarà presentato in anteprima il febbraio 2023.

## Musica
Volume 1 Colonna sonora:
1. This Will Be the Day (feat. Casey Lee Williams) – 3:08 (Jeff Williams)
2. Red Like Roses (Red Trailer) (feat. Casey Lee Williams) – 3:12 (Jeff Williams)
3. Mirror Mirror (White Trailer) (feat. Casey Lee Williams) – 2:54 (Jeff Williams)
4. From Shadows (Black Trailer) (feat. Casey Lee Williams) – 4:48 (Jeff Williams)
5. I Burn (Yellow Trailer) (feat. Casey Lee Williams) – 5:30 (Jeff Williams)
6. Gold (feat. Casey Lee Williams) – 4:02 (Jeff Williams)
7. I Burn (feat. Casey Lee Williams & Lamar Hall) – 3:11 (Jeff Williams)
8. I May Fall (feat. Casey Lee Williams) – 4:03 (Jeff Williams)
9. Red Like Roses – Part II (feat. Casey Lee Williams & Sandy Casey) – 4:02 (Jeff Williams)
10. I Burn Remix (feat. Casey Lee Williams) – 3:07 (Jeff Williams)
11. From Shadows (feat. Casey Lee Williams) – 5:21 (Jeff Williams)
12. Wings (feat. Casey Lee Williams) – 5:11 (Jeff Williams)
13. EP 1 Score – Ruby Rose – 8:37 (Jeff Williams)
14. EP 2 Score – The Shining Beacon, Pt. 1 – 3:31 (Jeff Williams)
15. EP 3 Score – The Shining Beacon, Pt. 2 – 4:39 (Jeff Williams)
16. EP 4 Score – The First Step, Pt. 1 – 2:59 (Jeff Williams)
17. EP 5 Score – The First Step, Pt. 2 – 2:36 (Jeff Williams & Steve Goldshein)
18. EP 6 Score – The Emerald Forest, Pt. 1 – 4:24 (Jeff Williams & Steve Goldshein)
19. EP 7 Score – The Emerald Forest, Pt. 2 – 3:01 (Jeff Williams)
20. EP 8 Score – Players and Pieces – 7:25 (Jeff Williams & Alex Abraham)
21. EP 9 Score – The Badge and the Burden, Pt. 1 – 3:02 (Jeff Williams & Alex Abraham)
22. EP 10 Score – The Badge and the Burden, Pt. 2 – 2:36 (Jeff Williams & Alex Abraham)
23. EP 11 Score – Jaunedice, Pt. 1 – 1:26 (Jeff Williams & Steve Goldshein)
24. EP 12 Score – Jaunedice, Pt. 2 – 6:05 (Jeff Williams & Steve Goldshein)
25. EP 13 Score – Forever Fall, Pt. 1 – 2:34 (Jeff Williams & Alex Abraham)
26. EP 14 Score – Forever Fall, Pt. 2 – 4:59 (Jeff Williams & Steve Goldshein)
27. EP 15 Score – The Stray – 6:55 (Jeff Williams & Alex Abraham)
28. EP 16 Score – Black and White – 11:07 (Steve Goldshein, Alex Abraham & Jeff Williams)

Durata totale: 124:25
Volume 2 Colonna sonora
1. Time to Say Goodbye – 3:24 (Jeff Williams & Casey Lee Williams)
2. Die – 3:18 (Jeff Williams & Casey Lee Williams)
3. Shine – 4:19 (Jeff Williams & Casey Lee Williams)
4. Dream Come True – 4:12 (Jeff Williams & Casey Lee Williams)
5. Caffeine (feat. Lamar Hall) – 3:09 (Jeff Williams & Casey Lee Williams)
6. All Our Days – 4:36 (Jeff Williams & Casey Lee Williams)
7. Boop – 3:25 (Jeff Williams & Casey Lee Williams)
8. Sacrifice – 4:00 (Jeff Williams & Casey Lee Williams)
9. This Will Be the Day (acoustic) – 3:17 (Jeff Williams & Casey Lee Williams)
10. Time to Say Goodbye (James Landino's Beach Bae remix) – 3:19 (Jeff Williams & Casey Lee Williams)
11. This Will Be the Day (James Landino's Magical Girl remix) – 3:03 (Jeff Williams & Casey Lee Williams)
12. Best Day Ever – 9:27 (Jeff Williams & Alex Abraham)
13. Welcome to Beacon – 4:52 (Alex Abraham, Steve Goldshein & Jeff Williams)
14. A Minor Hiccup – 3:59 (Alex Abraham, Steve Goldshein & Jeff Williams)
15. Painting the Town.... – 7:59 (Jeff Williams & Steve Goldshein)
16. Extracurricular – 5:34 (Jeff Williams & Alex Abraham)
17. Burning the Candle – 5:15 (Jeff Williams & Alex Abraham)
18. Dance Dance Infiltration – 5:02 (Jeff Williams & Alex Abraham)
19. Field Trip – 4:27 (Alex Abraham, Steve Goldshein & Jeff Williams)
20. Search and Destroy – 10:04 (Alex Abraham, Steve Goldshein & Jeff Williams)
21. Mountain Glenn – 5:59 (Alex Abraham, Steve Goldshein & Jeff Williams)
22. No Brakes – 9:19 (Alex Abraham, Steve Goldshein & Jeff Williams)
23. Breach – 3:36 (Jeff Williams & Alex Abraham)

Durata totale: 115:35
Volume 3 Colonna sonora
1. When It Falls (feat. Casey Lee Williams) – 3:25 (Jeff Williams)
2. I'm the One (feat. Casey Lee Williams) – 3:41 (Jeff Williams)
3. It's My Turn (feat. Casey Lee Williams) – 4:27 (Jeff Williams)
4. Not Fall in Love with You – 3:49 (Jeff Williams)
5. Neon (feat. Casey Lee Williams) – 2:54 (Jeff Williams)
6. Mirror Mirror, Pt. II (feat. Casey Lee Williams) – 3:59 (Jeff Williams)
7. Divide (feat. Casey Lee Williams) – 3:40 (Jeff Williams)
8. Cold (feat. Casey Lee Williams) – 3:26 (Jeff Williams)
9. Time to Say Goodbye (Acoustic) (feat. Casey Lee Williams) – 5:29 (Jeff Williams)
10. It's My Turn (James Landino Remix) (feat. Casey Lee Williams) – 3:47 (Jeff Williams)
11. Qrow vs Winter – 2:41 (Jeff Williams)
12. R.W.B.Y. vs F.N.K.I. – 4:11 (Jeff Williams)
13. S.S.S.N. vs N.D.G.O. – 3:37 (Jeff Williams & Alex Abraham)
14. When It Falls (V.S.Q.) – 2:00 (Jeff Williams)
15. World of Remnant 1 – 2:00 (Jeff Williams & Alex Abraham)
16. World of Remnant 2 – 2:02 (Jeff Williams & Alex Abraham)
17. World of Remnant 3 – 2:35 (Jeff Williams & Alex Abraham)
18. World of Remnant 4 – 6:00 (Jeff Williams & Alex Abraham)
19. Round One – 5:04 (Jeff Williams)
20. New Challengers... – 5:04 (Jeff Williams & Alex Abraham)
21. It's Brawl in the Family – 4:19 (Jeff Williams & Alex Abraham)
22. Lessons Learned – 3:55 (Alex Abraham, Steve Goldshein & Jeff Williams)
23. Never Miss a Beat – 1:51 (Alex Abraham, Steve Goldshein & Jeff Williams)
24. Fall – 6:33 (Jeff Williams & Alex Abraham)
25. Beginning of the End – 5:37 (Alex Abraham, Steve Goldshein & Jeff Williams)
26. Destiny – 7:47 (Jeff Williams & Alex Abraham)
27. PvP – 8:53 (Alex Abraham, Steve Goldshein & Jeff Williams)
28. Battle of Beacon – 8:29 (Alex Abraham, Steve Goldshein & Jeff Williams)
29. Heroes and Monsters – 9:53 (Alex Abraham, Mason Lieberman & Jeff Williams)
30. End of the Beginning – 10:29 (Jeff Williams & Alex Abraham)

Durata totale: 141:37
Volume 4 Colonna sonora
1. Let's Just Live (feat. Casey Lee Williams) – 4:58 (Jeff Williams)
2. Like Morning Follows Night (feat. Casey Lee Williams & Lamar Hall) – 4:54 (Jeff Williams)
3. Bad Luck Charm – 3:37 (Jeff Williams)
4. This Life is Mine (feat. Casey Lee Williams) – 5:14 (Jeff Williams)
5. Home (feat. Casey Lee Williams) – 5:32 (Jeff Williams)
6. Armed and Ready (feat. Casey Lee Williams) – 5:14 (Jeff Williams)
7. Lusus Naturae – 4:24 (Jeff Williams)
8. Bmblb (feat. Casey Lee Williams) – 3:20 (Jeff Williams)
9. Boop (Acoustic Version) (feat. Casey Lee Williams & Videri String Quartet) – 3:24 (Jeff Williams)
10. Sacrifice (Harry Lodes Remix) (feat. Casey Lee Williams) – 4:18 (Jeff Williams)
11. I May Fall (Harry Lodes Remix) (feat. Casey Lee Williams) – 4:05 (Jeff Williams)
12. Ruby vs the Beringel – 4:30 (Jeff Williams)
13. Chapter 1 – The Next Step, Pt. 1 – 3:36 (Jeff Williams & Alex Abraham)
14. Chapter 1 – The Next Step, Pt. 2 – 4:23 (Jeff Williams)
15. Chapter 1 – The Next Step, Pt. 3 – 3:58 (Jeff Williams & Alex Abraham)
16. Chapter 2 – Remembrance, Pt. 1 – 3:01 (Jeff Williams & Alex Abraham)
17. Chapter 2 – Remembrance, Pt. 2 – 2:46 (Jeff Williams & Alex Abraham)
18. Chapter 3 – Of Runaways and Stowaways, Pt. 1 – 4:54 (Jeff Williams & Alex Abraham)
19. Chapter 3 – Of Runaways and Stowaways, Pt. 2 – 1:40 (Jeff Williams)
20. Chapter 4 – Family, Pt. 1 – 1:53 (Jeff Williams)
21. Chapter 4 – Family, Pt. 2 – 3:36 (Jeff Williams & Alex Abraham)
22. Chapter 5 – Menagerie, Pt. 1 – 3:40 (Jeff Williams)
23. Chapter 5 – Menagerie, Pt. 2 – 2:18 (Jeff Williams & Alex Abraham)
24. Chapter 6 – Tipping Point, Pt. 1 – 1:55 (Jeff Williams & Alex Abraham)
25. Chapter 6 – Tipping Point, Pt. 2 – 2:57 (Jeff Williams)
26. Chapter 6 – Tipping Point, Pt. 3 – 3:51 (Jeff Williams)
27. Chapter 7 – Punished, Pt. 1 – 2:54 (Jeff Williams & Alex Abraham)
28. Chapter 7 – Punished, Pt. 2 – 2:01 (Jeff Williams & Alex Abraham)
29. Chapter 7 – Punished, Pt. 3 – 2:23 (Jeff Williams)
30. Chapter 8 – A Much Needed Talk, Pt. 1 – 4:18 (Jeff Williams & Alex Abraham)
31. Chapter 8 – A Much Needed Talk, Pt. 2 – 2:16 (Jeff Williams & Alex Abraham)
32. Chapter 8 – A Much Needed Talk, Pt. 3 – 2:26 (Jeff Williams)
33. Chapter 9 – Two Steps Forward, Two Steps Back, Pt. 1 – 2:07 (Jeff Williams & Alex Abraham)
34. Chapter 9 – Two Steps Forward, Two Steps Back, Pt. 2 – 2:22 (Jeff Williams & Alex Abraham)
35. Chapter 9 – Two Steps Forward, Two Steps Back, Pt. 3 – 2:02 (Jeff Williams)
36. Chapter 10 – Kuroyuri, Pt. 1 – 2:55 (Jeff Williams & Alex Abraham)
37. Chapter 10 – Kuroyuri, Pt. 2 – 3:33 (Jeff Williams & Alex Abraham)
38. Chapter 11 – Taking Control, Pt. 1 – 3:18 (Jeff Williams & Alex Abraham)
39. Chapter 11 – Taking Control, Pt. 2 – 4:32 (Jeff Williams & Alex Abraham)
40. Chapter 12 – No Safe Haven, Pt. 1 – 7:10 (Jeff Williams & Alex Abraham)
41. Chapter 12 – No Safe Haven, Pt. 2 – 8:24 (Jeff Williams & Alex Abraham)
42. World of Remnant – Vale – 1:53 (Jeff Williams & Alex Abraham)
43. World of Remnant – Mistral – 1:31 (Jeff Williams & Alex Abraham)
44. World of Remnant – Atlas – 2:22 (Jeff Williams & Alex Abraham)
45. World of Remnant – Vacuo – 1:39 (Jeff Williams & Alex Abraham)
46. World of Remnant – The Great War – 5:50 (Jeff Williams & Alex Abraham)

Durata totale: 163:54
Volume 5 Colonna sonora
1. The Triumph (feat. Casey Lee Williams) – 4:14 (Jeff Williams)
2. Ignite (feat. Casey Lee Williams & Lamar Hall) – 4:04 (Jeff Williams)
3. Path to Isolation (feat. Casey Lee Williams) – 3:59 (Jeff Williams)
4. Smile (feat. Casey Lee Williams) – 4:01 (Jeff Williams)
5. All Things Must Die (feat. Casey Lee Williams) – 4:33 (Jeff Williams)
6. This Time (feat. Casey Lee Williams) – 4:24 (Jeff Williams)
7. All That Matters (feat. Casey Lee Williams) – 4:45 (Jeff Williams)
8. Gold (Acoustic Version) (feat. Casey Lee Williams) – 4:43 (Jeff Williams)
9. Armed and Ready (Falk Remix) (feat. Casey Lee Williams) – 4:56 (Jeff Williams)
10. Let's Just Live (Harry Lodes Remix) (feat. Casey Lee Williams) – 3:46 (Jeff Williams)
11. Welcome to Haven – 2:20 (Jeff Williams & Alex Abraham)
12. Dread in the Air – 4:07 (Jeff Williams & Alex Abraham)
13. I Found Him! – 1:38 (Jeff Williams & Alex Abraham)
14. Hello Leonardo... – 2:10 (Jeff Williams & Alex Abraham)
15. Mayday! Lancers! – 4:46 (Jeff Williams & Alex Abraham)
16. Thank You, Sienna – 3:09 (Jeff Williams & Alex Abraham)
17. Progress Takes Patience – 3:00 (Jeff Williams & Alex Abraham)
18. First Times All Around – 2:11 (Jeff Williams & Alex Abraham)
19. Jackpot – 2:21 (Jeff Williams & Alex Abraham)
20. I'm Her Daughter, After All – 2:16 (Jeff Williams)
21. Fighting Shape – 2:00 (Jeff Williams & Alex Abraham)
22. Subtlety Is Out – 2:49 (Jeff Williams)
23. A Few Signatures – 2:35 (Jeff Williams)
24. Who Would Ask For This? – 3:47 (Jeff Williams)
25. Qrow's Rough Day – 2:11 (Jeff Williams)
26. I've Seen That Bird Before... – 1:40 (Jeff Williams)
27. Dinner & Coffee – 4:46 (Jeff Williams & Alex Abraham)
28. When Weiss Was Ten – 3:02 (Jeff Williams)
29. A Note from Ilia – 3:25 (Jeff Williams & Alex Abraham)
30. Battle at the Belladonna's – 8:26 (Jeff Williams)
31. Strength in Forgiveness – 2:18 (Jeff Williams & Alex Abraham)
32. A Proposal I Can Get Behind – 3:23 (Jeff Williams & Alex Abraham)
33. Things Aren't Looking Good – 2:35 (Jeff Williams & Alex Abraham)
34. Showdown in Haven Academy – 4:08 (Jeff Williams & Alex Abraham)
35. "C" Is for Cinder – 3:15 (Jeff Williams & Alex Abraham)
36. Ooozzzpppiiinnn!!! – 4:48 (Jeff Williams & Alex Abraham)
37. The Vault – 2:17 (Jeff Williams & Alex Abraham)
38. Look Who's Talking... – 2:54 (Jeff Williams)
39. Take This Fight Outside – 4:50 (Jeff Williams & Alex Abraham)
40. Cease Fire! – 3:04 (Jeff Williams & Alex Abraham)
41. The Relic & Aftermath – 3:37 (Jeff Williams & Alex Abraham)

Durata totale: 143:13

## Videogiochi
Al RTX 2014, Rooster Teeth ha annunciato lo sviluppo di un videogioco di RWBY, dal titolo provvisorio RWBY: Grim Eclipse. Una versione di prova è stata messa a disposizione dei partecipanti all'evento.
Il gioco è disponibile in Early Access su Steam dal 1 dicembre.
Durante l'evento della Evo 2017, è stato annunciato un videogioco picchiaduro chiamato BlazBlue: Cross Tag Battle della Arc System Works che avrebbe incluso un cross-over di personaggi provenienti da BlazBlue, Persona 4 Arena, Under Night In-Birth, e RWBY. Ruby Rose è stata annunciata come personaggio giocabile nel primo teaser trailer del gioco, e Weiss era stata confermata nel secondo trailer dedicato ai personaggi. Arc Systems ha annunciato successivamente che Blake e Yang sarebbero state incluse come contenuto scaricabile gratuito.

## Accoglienza
I commenti ai trailer promozionali lodarono lo stile dell'animazione e la colonna sonora; tali video, inoltre, generarono un'attesa entusiasta per la première della serie Quando il primo episodio fu presentato in anteprima al RTX, i posti per le prime tre proiezioni andarono subito esauriti. Amanda Rush, scrivendo per Crunchyroll, notò l'influenza occidentale e orientale sulla serie, e la definì "arguta, emozionante, bella da guardare", dicendo che sarebbe piaciuta agli appassionati di anime. Il The Austin Chronicle affermò che la première aveva reso Oum la "rock star" della Rooster Teeth. RWBY, inoltre, fece crescere del 9% le visualizzazioni del canale YouTube della compagnia, rendendolo il quinto canale statunitense più visitato nella settimana 16-23 agosto 2013.

## Riconoscimenti
- 2014 – International Academy of Television Award
  - Best Animated Series[30]

## Apparizioni in altri media
Nel 2015, Yang appare come combattente nella serie Death Battle della ScrewAttack (una divisione di Rooster Teeth), dove lei combatte Tifa Lockhart dal videogioco Final Fantasy VII.  Il creatore della serie, Ben Singer, ha discusso con Oum nell'includere un personaggio della serie di RWBY in Death Battle prima della morte di Oum.
5 anni dopo, anche Weiss viene inclusa nella serie Death Battle, il cui opponente con la quale combatteva è stato Mitsuru Kirijo del videogioco Shin Megami Tensei: Persona 3
Nel 2021, invece, appare Blake, sempre nella serie Death Battle, dove affronta Mikasa Ackerman dal manga L'attacco dei giganti